# Ach, ti dospělí!
Ach, ti dospělí! (v originále Les Grandes Personnes) je francouzsko-švédský hraný film z roku 2008, který režírovala Anna Novion. Snímek měl světovou premiéru na filmovém festivalu v Athénách dne 24. září 2008.

## Děj
Albert bere svou dceru Jeanne na dovolenou na švédský ostrov v souostroví Göteborg, aby zde oslavili její 17. narozeniny. Albert se zajímá o nalezení vikingského pokladu. Jejich pronajatý dům je však v době jejich příjezdu již obsazený a nic nejde podle plánu.

## Obsazení
| Jean-Pierre Darroussin | Albert        |
| Anaïs Demoustierová    | Jeanne        |
| Judith Henry           | Christine     |
| Lia Boysen             | Anika         |
| Jakob Eklund           | Per           |
| Björn Gustafsson       | Johan         |
| Anastasios Soulis      | Magnus        |
| Dag Malmberg           | Magnusův otec |

## Ocenění
- César: nominace v kategorii nejslibnější herečka (Anaïs Demoustierová)